# کاپرونی سی‌ای.۱۰۱
کاپرونی سی‌ای. ۱۰۱ به انگلیسی (Caproni Ca.101) یک هواپیمای ایتالیایی سه موتوره مسافربری بود که بعدها از آن برای استفاده نظامی و حمل بمب افکن بهره برده شد. این هواپیما در سال ۱۹۲۷ طراحی و اولین بار در سال ۱۹۲۸ پرواز کرد.